# Lispe sociabilis
Lispe sociabilis este o specie de muște din genul Lispe, familia Muscidae, descrisă de Friedrich Hermann Loew în anul 1862. Conform Catalogue of Life specia Lispe sociabilis nu are subspecii cunoscute.